# Staircase
Staircase från 1977 är ett dubbelalbum med pianisten  Keith Jarrett. Albumet spelades in i maj 1976 i Davout Studios, Paris.

## Låtlista
All musik är skriven av Keith Jarrett.

### Staircase
1. Part 1 – 6:57
2. Part 2 – 7:58
3. Part 3 – 1:25

### Hourglass
1. Part 1 – 4:42
2. Part 2 – 14:03

### Sundial
1. Part 1 – 8:57
2. Part 2 – 4:55
3. Part 3 – 6:27

### Sand
1. Part 1 – 6:54
2. Part 2 – 8:48
3. Part 3 – 3:21

## Medverkande
- Keith Jarrett – piano